# Chùa Bổ Đà
Chùa Bổ Đà, còn được gọi là chùa Bổ, chùa Tam Giáo, còn có tên chữ là Tứ Ân tự (四恩寺) là một ngôi chùa toạ lạc trên ngọn núi Phượng Hoàng (Bổ Đà sơn), bờ tả dòng sông Cầu, thuộc địa phận thôn Thượng Lát, xã Tiên Sơn, huyện Việt Yên, tỉnh Bắc Giang (thời phong kiến là xã Tiên Lát, tổng Tiên Lát, huyện Yên Việt, phủ Bắc Hà, trấn Kinh Bắc xưa). Chùa nằm cách trung tâm thị trấn Bích Động khoảng 10 km về phía Tây, Chùa Bổ Đà là một trong những ngôi chùa độc đáo nhất vùng đất Kinh Bắc, là trung tâm Phật giáo lớn của dòng thiền Trúc Lâm Yên Tử. Chùa đã được công nhận là Di tích quốc gia đặc biệt năm 2016 và bộ kinh phật khắc trên gỗ thị lưu giữ trong chùa được đánh giá là cổ nhất của dòng thiền Lâm Tế,...
Chùa Bổ là một trong những nơi còn giữ nguyên bản nét kiến trúc truyền thống Việt cổ. Chùa có kiến trúc độc đáo và khác biệt so với các ngôi chùa truyền thống ở miền Bắc Việt Nam, vườn tháp đẹp và lớn nhất Việt Nam, nhiều cổ vật có giá trị và kho tàng di sản Hán - Nôm phong phú. Đây cũng là nơi sơn thủy giao hòa, nhìn sông tựa núi, cảnh sắc, không gian nhuốm màu huyền thoại, xung quanh là đồi núi xóm làng bao bọc. Chùa thờ Tam giáo, trong đó có Quán Thế Âm Bồ Tát, Trúc Lâm Tam tổ (gồm Trần Nhân Tông, Pháp Loa và Huyền Quang), Khổng Tử... Các cuốn sách bằng tre, đá để lại vẫn lưu truyền đào tạo những người gia nhập phái Lâm Tế (Sơn Môn Bồ Đà) theo phong tục cũ. Quần thể chùa Bổ Đà là một tập hợp di tích gồm: chùa cổ có tên là Bổ Đà sơn (gọi tắt là chùa Bổ Đà, chùa Bổ; còn gọi là chùa Quán Âm), chùa chính Tứ Ân, Am Tam Đức (xây dựng sau, vào thời Hậu Lê). Ngoài ra trên núi Bổ Đà còn có đền thờ Thạch tướng quân (tức Thạch Tướng Đại Vương - có công giúp vua Hùng thứ 16 chống giặc ngoại xâm).
Trụ trì hiện nay của nhà chùa là Đại đức Thích Tục Vinh (thế danh: Trương Lý Vinh), Ủy viên Ban Trị sự GHPGVN tỉnh Bắc Giang nhiệm kỳ V (2017-2022).

## Tên gọi

### Sự tích về ông tiều phu
Câu chuyện truyền thuyết về sự ra đời của chùa Bổ Đà mang nhiều huyền bí. Tương truyền, vào khoảng thế kỷ thứ XI, dưới chân núi có một gia đình tiều phu tuy nghèo nhưng rất tốt bụng, chăm chỉ hiền lành, dân trong làng ai cũng quý mến. Hiềm một nỗi đã ngoài 40 tuổi mà họ vẫn chưa có con. Một hôm người chồng vác búa cắp rìu lên núi kiếm củi bỗng gặp một gốc cây thông già, mỗi nhát bổ ông lại niệm: "Quan thế âm Phật". Sau đó được 32 đồng tiền ở gốc cây, tự lấy làm lạ bèn đến vị cao tăng hỏi thì cao tăng bảo rằng: "Đức phật quan âm có 32 điều ứng". Người tiều phu khấn cầu rằng: "Nhược bằng đức Phật quan âm phù hộ cho tôi sinh con trai, tôi xin dựng chùa thờ". Quả nhiên sau đó người tiều phu có con trai thực, rồi dành dụm được ít tiền bèn dựng một ngôi chùa ngay gốc cây thông già, lợp gianh và tô một pho tượng Quan âm Tống Tử để hương khói phụng thờ. Sau dần dần nhiều người qua lại lễ bái, cầu việc gì cũng đều biến ứng, bèn trở nên nơi danh lam thắng cảnh, vì thế gọi tên là chùa ông Bổ. Vì là chùa thờ vị Phật Đà (Bụt Đà, có nguồn gốc từ chữ Buddha) đã ứng hiện giúp ông tiều phu (ông bổ củi) nên gọi là chùa Bổ Đà. Cũng có cách giải thích khác rằng, Bổ Đà là cách gọi chệch từ Phổ Đà - có nguồn gốc từ chữ Phật Đà. Đây là nơi đức Quán Âm Bồ Tát ứng hiện cứu đời nên còn được gọi là chùa Quán Âm. Sau này, chùa bao gồm cả chùa Tứ Ân, nên nó còn có tên Tứ Ân tự (tên gọi của chùa chính được gọi cho cả quần thể chùa bao gồm chùa Tứ Ân, chùa Quán Âm, chùa Cao...).

### Các di tích Phật giáo
| Tên gọi    | Tên khác                          | Xây dựng                        | Trùng tu                                                                | Ghi chú |
| ---------- | --------------------------------- | ------------------------------- | ----------------------------------------------------------------------- | --- |
| Chùa Bổ Đà | Chùa Bổ, chùa Quán Âm, chùa Cao   | Thế kỉ 11                       | niên hiệu Bảo Thái (1720-1729), niên hiệu Cảnh Hưng (1740-1786), 2007   | Tên chùa Bổ Đà xuất hiện cùng lúc với tên núi Bổ Đà theo sự tích về ông tiều phu, chùa thờ Quan Thế Âm Bồ Tát, chùa nằm cao nhất trong cụm các công trình Phật giáo tại đây.                                              |
| Chùa Tứ Ân | Tứ Ân tự, Tứ Ân thiền tự, chùa Hạ | niên hiệu Cảnh Hưng (1740-1786) | niên hiệu Thiệu Trị (1841 – 1847), Niên hiệu Tự Đức (1847 – 1883), 2007 | Tên chùa Tứ Ân nói đến 4 ân đức của Tứ Pháp là Pháp Vân, Pháp Vũ, Pháp Lôi, Pháp Điện, chùa nằm thấp nhất trong cụm các công trình Phật giáo tại đây. Chùa thờ Phật, Khổng Tử, Lão Tử, Thạch tướng quân, Trúc Lâm Tam tổ. |
| Am Tam Đức |                                   | niên hiệu Cảnh Hưng (1740-1786) | 2007                                                                    | |

### Các di tích dân gian bản địa
| Tên gọi    | Tên khác                 | Xây dựng | Trùng tu | Ghi chú |
| ---------- | ------------------------ | -------- | -------- | --- |
| Đền Thượng | Đền thờ Thạch tướng quân |          |          | Đền được xây trên đỉnh núi là nơi Thạch tướng quân hóa về trời sau khi giúp vua đánh giặc. Đền là một trong hai đền thờ Thạch tướng quân trên núi Bổ Đà (một đền khác là đền Trung ở lưng chừng núi). |
| Ao Miếu    |                          |          |          | Là nơi sinh ra Thạch tướng quân từ hòn đá mẹ trong ao. Di tích này gồm miếu thờ Thạch tướng quân, đền Hạ thờ thần đá (đá mẹ và Thạch tướng quân), nhà mẫu thờ cha mẹ nuôi của Thạch tướng.            |

## Lịch sử
Sách Bắc Ninh toàn tỉnh địa dư chí có ghi: Núi Bổ Đà là ngọn núi bậc nhất của huyện Việt Yên. Bắt đầu từ Thái Nguyên qua Yên Thế mà lại. Nhiều ngọn liên tiếp quây quần, bỗng nổi lên núi Bổ Đà, vừa cao vừa to. Trong đó lại gọi riêng ngọn núi cao nhất là núi Phượng Hoàng. Những ngọn thấp hơn một chút là núi Yên Ngự, núi Kim Quy. Núi có chùa Tam Giáo, có miếu Thạch tướng quân.
Dấu vết vật chất và thư tịch còn lại ở chùa cho biết Chùa có từ thời nhà Lý thế kỷ 11 và được xây dựng lại vào thời Lê Trung hưng, dưới triều vua Lê Dụ Tông (1705-1728).
- Trong cuộc chiến tranh Việt - Tống 1077, quân Tống trú quân ở vùng đồi núi rừng cây Tiên Lát quanh khu vực chùa Bổ. Sau lần tấn công thất bại ở Như Nguyệt, Quách Quỳ quyết định chọn điểm tấn công lần thứ hai là ở xã Tam Đa vì đoạn sông Cầu ở đây nông và hẹp, dễ vượt qua để tiến về Thăng Long. Lý Thường Kiệt đã dự phòng tình huống trên, nên đã đắp phòng tuyến cao và cắm rào tre dày, lập trại ngựa chiến và ém quân trong những nơi rậm rạp. Quân Tống lợi dụng ban đêm từ vùng lòng chảo núi Tiên Lát bí mật tiến ra bờ sông, kết cây làm bè lớn, mỗi bè chở được 500 quân, rồi bất ngờ hạ thủy nhiều bè, ào ạt chở đại quân tiến vào địa phận Thọ Đức - Phấn Động, liều mạng mở đường đột phá. Khi đó quân Lý nhất loạt xông ra, từ trên bờ cao đánh xuống. Quân Tống nguy khốn muốn về không được. Toàn bộ đội quân Tống sang sông bị tan rã, phần lớn bị tiêu diệt, số còn lại phải đầu hàng. Sau trận thất bại này Quách Quỳ mất hẳn khả năng tấn công, phải ra lệnh ai bàn đánh sẽ bị chém[10].
- Năm Quý Mão (1723) niên hiệu Bảo Thái nhà Lê (1720 - 1729) có vị trụ trì tên là Phạm Kim Hưng làm quan giữ sách nhà Lê trong chiều. Do bất mãn với triều đình, ông xin từ quan về quê lập nghiệp. Thời bấy giờ triều đình cho phép người dân theo tín ngưỡng của 3 đạo chính là Thích - Khổng - Lão. Trong cung đình Nhà Lê, cứ một tuần lại có một buổi giảng về các thuyết Tam Đạo. Cũng như chùa Bút Tháp, Bồ Đà chỉ dành riêng cho các bậc vua chúa tu hành. Sau khi từ quan, với những bài giảng về đạo, cụ Phạm Kim Hưng cũng xuống tóc vào chùa Bổ một lòng hướng về cõi Phật.[2] Phạm Kim Hưng tiến hành trùng tu toà chính diện, thiêu hương, tiền đường, dựng cột đá, cột gỗ làm thêm được vài gian, nhưng bia đá chữ mờ không còn gì là dấu vết người xưa.
- Đến niên hiệu Cảnh Hưng nhà Lê (vua Lê Hiển Tông 1740 - 1786) có vị sư tổ họ Ngô (sư tổ Ngô Tính Ánh, Ngô Tuệ Không) quê ở làng Bình Vọng, huyện Thượng Phúc, tỉnh Hà Nội (nay là huyện Thường Tín, thành phố Hà Nội). Ngài từ bỏ vinh hoa phú quý, xuất gia tu đạo, sắc phong là Hảo tiết hoà thượng, tự là Tinh Anh, vân du tới đây ngắm thấy phong cảnh địa linh tịch tĩnh, có thể lập thành nơi kha trường thuyết pháp, bèn cùng với nhân dân xây dựng chùa Tứ Ân và am Tam Đức (lúc này am mới có 3 tháp sư tổ). Lại trùng tu chùa Quán Âm, dùng gỗ lim gạch ngói xây dựng một gian, cử tăng già chùa Tứ Ân chủ trì. Từ đó trở thành nơi tùng lâm sầm uất. Kế truyền đến đời thứ tư là hoà thượng Chiếu Không, trùng tu một ngôi hai gian bằng đá xây vào năm Giáp Ngọ (1834), niên hiệu Minh Mạng (1820 - 1840). Đến niên hiệu Thiệu Trị (1841 – 1847) lại đúc tượng Quan Thế Âm, tiếp tục xây dựng chùa Tứ Ân nhất nhất đều mới. Niên hiệu Tự Đức (1847 – 1883) đệ tử là ngài Phả Thuần lại dựng tiền đường năm gian làm nơi từ tụng. Đến đây, toàn bộ quần thể chùa Bổ đã hoàn thành có tới 100 gian.
- Từ năm 1786 trở đi, trải qua nhiều hòa thượng kế tiếp xây dựng chùa Bổ, các hoà thượng Như Chiếu, Phả Tiến và các Hòa thượng sau này đã nhiều lần trùng tu mở mang xây dựng thêm chùa thành nơi tùng lâm quy mô rộng lớn. Theo Đại đức Thích Tục Vinh, trụ trì chùa hiện nay thì, không phải chỉ có vị sư Phạm Kim Hưng từ quan về đây tu hành mà lần lượt có 18 vị nữa, tổng cộng là có 19 vị. Khi còn làm triều chính thì có người theo đạo Phật, người theo đạo Nho, người theo đạo Lão. Khi đến chùa thì đều theo đạo Phật, nhưng trò nào thì cũng phải thờ thầy (phụ mẫu tại đường, chư phật tại thế), cho nên chùa thờ Tam giáo. Đây là điều đặc biệt mà ít có ở các ngôi chùa khác tại Việt Nam.[11]
- Trải qua những biến động thăng trầm của lịch sử, dù nhiều cuộc chiến tranh đã đi qua nhưng thật may mắn cho chùa Bồ Đà vẫn giữ nguyên được vẻ cổ kính như thuở khai thiên. Trong những năm tháng kháng chiến chống Pháp, Mỹ; chùa Bồ Đà cũng từng là nơi căn cứ địa cách mạng của Quân đội Nhân dân Việt Nam, Đại tướng Võ Nguyên Giáp đã đề nghị nhà chùa chọn Bồ Đà làm nơi đào tao đội quân trinh sát, phục vụ cho sự nghiệp giải phóng miền Nam.
- Ngày 31 tháng 1 năm 1992, chùa Bổ được công nhận là di tích Kiến trúc - Nghệ thuật cấp quốc gia theo Quyết định số 138/QĐ của Bộ Văn hóa, Thông tin và Thể thao do Thứ trưởng Vũ Khắc Liên ký phê duyệt.[12]
- Năm 2007, Bộ Văn hoá - Thông tin đầu tư 17 tỉ đồng đại tu toàn bộ khu di tích.[2]
- Ngày 22 tháng 12 năm 2016, chùa Bổ Đà (cùng 12 di tích khác) được công nhận là Di tích quốc gia đặc biệt (đợt 7) theo Quyết định số 2499/QĐ-TTg của Thủ tướng Chính phủ do Phó Thủ tướng Vũ Đức Đam ký phê duyệt.[13]
- Ngày 12 tháng 3 năm 2017 (tức ngày 15 tháng 2 năm Đinh Dậu), nhân dịp lễ hội chùa Bổ Đà xuân Đinh Dậu, UBND tỉnh Bắc Giang long trọng tổ chức lễ đón nhận Bằng xếp hạng Di tích quốc gia đặc biệt này.[14]

## Di sản nổi bật
Chùa Bổ Đà là một trong những trung tâm Phật giáo lớn của dòng thiền phái Trúc Lâm, là một trong những nơi còn giữ nguyên bản nét kiến trúc truyền thống Việt cổ. Hiện chùa Bổ Đà còn nhiều tài liệu, hiện vật, cổ vật quý có giá trị lớn về mặt văn hóa, lịch sử, kiến trúc và mỹ thuật. Đặc biệt là Mộc bản kinh Phật cổ nhất Việt Nam được khắc trên gỗ thị. Gần đây người ta phát hiện thấy một di vật rất thú vị của nhà văn Nguyên Hồng tại chùa, đó là một bản chép tay những quy chế của nhà chùa hồi ông trốn đời đi tu.

### Trung tâm Phật giáo lớn của thiền phái Trúc Lâm
Chùa Bổ Đà là một trong những trung tâm Phật giáo lớn của dòng thiền phái Trúc Lâm Yên Tử. Thiền phái Trúc Lâm là thiền tông thứ tư ở Việt Nam do Điều Ngự giác hoàng Trần Nhân Tông (1279 - 1293) lập ra (thiền phái này được xem là tiếp nối của dòng Yên Tử, dòng Yên Tử lại là sự hợp nhất của ba dòng thiền Việt Nam của thế kỉ thứ 12 – đó là dòng Thảo Đường, Vô Ngôn Thông và Tì-ni-đa-lưu-chi) có tính chất độc lập sáng tạo của Phật giáo ở Việt Nam. Điều Ngự giác hoàng Trần Nhân Tông được coi là tổ đệ nhất. Tổ đệ nhị là Kim Cương Pháp Loa và tổ đệ tam là Huyền Quang (gọi chung là Trúc Lâm Tam tổ). Cả ba vị tổ đều có tượng thờ ở nhà tổ của chùa. Sau này, vào thế kỷ 18 - 19, thiền phái Trúc Lâm hòa vào Lâm Tế tông và chùa Bổ Đà cũng được coi là một trong những trung tâm Phật giáo lớn của dòng thiền Lâm Tế. Đây là nơi kế truyền các vị tổ sư khai trường thuyết pháp đào tạo các tăng ni. Hàng năm kết hạ an cư có các vị tăng ni tín đồ tham thiền học đạo khá đông.

### Nét kiến trúc truyền thống Việt cổ
Chùa Bổ là một trong những nơi còn giữ nguyên bản nét kiến trúc truyền thống Việt cổ. Chùa có kiến trúc độc đáo và khác biệt so với các ngôi chùa truyền thống ở miền Bắc Việt Nam, đó là lối kiến trúc "nội thông ngoại bế" tạo vẻ u tịch, thanh vắng, linh thiêng. Với hệ thống bố cục kiến trúc hài hòa được xây dựng bằng các vật liệu: gạch nung, ngói, tiểu sành, tường bao được làm bằng đất rất độc đáo. Các bức tường, cổng và một số công trình khác được xây dựng hoàn toàn bằng đất nện theo lối chình tường. Cổng vào chùa nền lát đá muối có kích thước to nhỏ khác nhau, xây theo kiến trúc thời Nguyễn mang dáng dấp gác chuông. Điểm đặc biệt ở đây là nhiều bức tường được xây bằng tiểu sành giống như làng Thổ Hà, nơi chuyên sản xuất chum vại, tiểu sành cách đó vài cây số, tạo vẻ rất trầm mặc, gần gũi với vùng thôn quê ở vùng đồng bằng Bắc Bộ. Toàn bộ chùa chính có diện tích khoảng 51.784 m² được phân ra làm ba khu rõ rệt. Khu vườn: 31.000 m², khu nội tự chùa 13.000 m² và khu vườn tháp rộng: 7.784 m².
- Khu vườn tháp tăng cổ kính: Một trong những nét đặc sắc của chùa Bổ mà du khách cũng không thể bỏ qua là khu vườn tháp tăng. Khu vườn tháp là một bãi đất nằm nghiêng theo độ cao của núi Bổ Đà trên diện tích gần 8.000 m² là nơi tàng lưu xá lị, tro cốt nhục thân của các vị hòa thượng dòng thiền Lâm Tế. Nhà chùa đã dùng đá núi, gạch chỉ và đất thó xây dựng một bức thành dài bao quanh vườn tháp, khiến khu vườn luôn ở trong sự thanh tịch sâu lắng.[15]
  - Với khoảng 100 ngôi tháp, vườn tháp chùa Bổ Đà được đánh giá là đẹp và lớn nhất trong số những ngôi cổ tự ở Việt Nam.[15] Đây là nơi yên nghỉ của hơn 1.000 vị cao tăng đã từng tu hành tại chùa qua các thời kì lịch sử.[15] Mỗi cây tháp an táng từ 4 thi hài đến 26 thi hài; đa số tháp trong vườn là tháp 3 - 4 tầng với độ cao 3 – 5 m, những ngôi tháp sư tổ còn cao rộng hơn nữa.[15]
  - Các ngôi tháp mộ xếp hàng hàng, lớp lớp và được xây dựng theo những quy định riêng và rất chặt chẽ của thiền môn.[3] Trong số 3 cuốn gia phả bằng chữ Hán ghi rất rõ ràng: "Chỉ những người trong phái Sơn Môn mới được an táng tại vườn tháp, tháp của tăng trên đỉnh có hình bình cam lộ đặt trên tòa sen, tháp của ni trên đỉnh có búp sen.[2][16]
- Khu vườn chùa: được trồng các loại cây ăn quả truyền thống và các loại hoa màu theo thời vụ. Xung quanh được đào hào (rộng 2 m x sâu 1,5 m) vừa để thoát nước vừa để ngăn cách bảo vệ. Ngoài giá trị vật chất của di tích, từ xưa khu vườn chùa Bổ Đà đã là trung tâm sinh hoạt tín ngưỡng của nhân dân.
- Khu nội tự (chùa Tứ Ân): Chùa chính Tứ Ân xây dựng vào thời Hậu Lê, được thiết kế theo kiểu kiến trúc Nội công ngoại quốc (một nét đặc trưng của chùa Việt Nam) bố trí tám cửa ra vào tượng trưng cho tám quái của vũ trụ (bát quái), đường đi thiết kế theo kiểu chữ Lục (六), trời mưa đi từ nhà nọ sang nhà kia không bị ướt.[11] Kiểu kiến trúc này giống với chùa Phật Tích ở Bắc Ninh. Toàn bộ khu chùa hiện nay gồm 16 toà nhà lớn nhỏ với tổng số 92 gian. Bao gồm: nhà bếp, nhà tạo soạn, nhà tổ ly, nhà tổ, nhà tiền tế, nhà in kinh, nhà trai, nhà hành lang hình thước thợ, nhà pháp, nhà khách, nhà ga, toà tam bảo. Toà tam bảo kiến trúc theo kiểu chữ đinh (丁). Phần hậu cung dài 12 m x 7,7 m gồm 5 gian. Toà tiền đường dài 21 m x 11 m có 7 gian, tường gạch, lợp ngói, nền lát gạch vuông, nền nhà cao 0,90 m có 3 bậc. Bậc thềm được lát bằng những phiến đá xanh có kích thước to nhỏ khác nhau. Phía trên là 5 bộ cửa bức bàn.

Dấu vết kiến trúc còn lại cho thấy các công trình được xây dựng vào thời Lê – Nguyễn. Từ khi khởi dựng đến nay nó vẫn ở nguyên vị trí ban đầu.

### Hệ thống cổ vật
Hiện chùa Bổ Đà còn nhiều tài liệu, hiện vật, cổ vật quý có giá trị lớn về mặt văn hóa, lịch sử, kiến trúc và mỹ thuật.

#### Hệ thống tượng Phật thời Lê
Trong chùa còn lưu giữ hệ thống tượng Phật thời Lê bằng gỗ khá đầy đủ. Tượng Phật chùa Bổ Đà không chỉ có giá trị lịch sử về sự phát triển của đạo Phật, của thiền phái Trúc Lâm, nó còn là những tác phẩm nghệ thuật điêu khắc phong phú. Trong đó có toà Cửu Long. Ở đây còn cây đèn thời Lê bằng gỗ. Mỗi cây cao 0,60 m; 1 choé cao 0,60 m; 1 lọ độc bình, 1 quả chuông đồng cao 1 m, đường kính 0,60 m có niên hiệu Tự Đức. Hai án thư ở nhà tam bảo sơn son thiếp vàng chạm khắc tinh xảo. Các bức đại tự, hoành phi, câu đối được sơn son thiếp vàng lộng lẫy. Chùa còn 1 chiếc mõ cá dài 0,60 m.

#### Mộc bản kinh Phật thiền phái Lâm Tế
Chùa Bổ Đà hiện nay còn lưu giữ được nhiều tài liệu quý hiếm có ý nghĩa cho việc nghiên cứu khoa học. Ở đây còn lưu giữ một kho tàng di sản Hán Nôm phong phú về số lượng, đa dạng về loại hình, ngoài những tấm bia đá, chuông đồng còn có hàng trăm cuốn kinh sách, luật giới nhà Phật. Đặc biệt trong chùa còn lưu giữ bộ ván kinh Phật là một trong những bộ Kinh khắc gỗ cổ nhất Việt Nam được khắc vào khoảng năm 1741 khi các vị tổ sư xây dựng chùa Tứ Ân.
- Ngày 7 tháng 5 năm 2016, Tổ chức Kỷ lục Việt Nam đã xác nhận kỷ lục Bộ Mộc bản Kinh phật tại chùa Bổ Đà của Thiền phái Lâm Tế khắc trên gỗ thị cổ nhất Việt Nam.[14]
- Ngày 30 tháng 4 năm 2017, tại thành phố San Diego, Hoa Kỳ; Liên minh Kỷ lục thế giới (Worldkings) đã xác nhận kỷ lục Bộ mộc bản kinh phật của Chùa Bổ Đà là Bộ mộc bản kinh phật khắc trên gỗ thị của thiền phái Lâm Tế cổ nhất thế giới.[17][18][19]
- Ngày 25 tháng 12 năm 2017, Mộc bản chùa Bổ đã được công nhận là Bảo vật Quốc gia theo Quyết định số 2089/QĐ-TTg do Phó Thủ tướng Vũ Đức Đam ký phê duyệt.[20][21] Bằng Công nhận Bảo vật đã được trao cho nhà chùa và chính quyền địa phương dịp Hội chùa Bổ Đà xuân Mậu Tuất (2018) sau đó.[22][23]

Bộ Kinh này được khắc không lâu so với bộ kinh Pháp Hoa tại chùa Phật Quang (đường Trần Quang Khải, phường Hưng Long, thành phố Phan Thiết, tỉnh Bình Thuận) được khắc trong 28 năm (từ năm 1706 đến năm 1734), đã được đưa vào sách kỷ lục Việt Nam ngày 2 tháng 1 năm 2006. Cả hai bộ Kinh được cho là cổ nhất Việt Nam này có điểm chung là đều khắc trên gỗ thị.
Bộ kinh tại chùa Bổ Đà được hình thành xuất phát từ ý tưởng của các vị tổ sư, đồng thời cũng là những người xây dựng ra ngôi chùa muốn có một bộ kinh để truyền dạy đạo Phật, đó là những di vật Phật học đặc biệt quý giá để lại cho đời sau. Bộ kinh mang những tư tưởng của hai dòng Phật giáo lớn nhất Châu Á xưa là Ấn Độ và Trung Hoa. Trong đó, có hơn 2.000 mộc bản của các bộ kinh như: Lăng nghiêm chính mạch, Yết ma hội bản, Nam hải ký quy... Bộ kinh được xếp trên 8 giá, mỗi giá có 4 tập sách kinh gồm 240 tấm ván gỗ hợp thành, tất cả có khoảng gần 2.000 tấm. Mỗi tấm gỗ dùng để khắc kinh dài trung bình 50 cm, rộng 25 cm và dày khoảng 2,5 cm. Nếu muốn xem đồng loạt toàn bộ kho kinh cổ ở đây thì phải có khoảng đất rộng 250 – 300 m² để rải các tấm ván kinh ra. Bộ kinh được khắc trên gỗ thị, một loại cây gỗ mọc phổ biến ở vùng rừng núi này. Gỗ thị không những bền mà còn rất nhẹ, đây cũng là một đặc điểm thuận lợi để khắc cũng như vận chuyển kinh.
Trải qua gần 300 năm, bộ kinh hiện nay vẫn còn khá nguyên vẹn. Đặc biệt là những tấm gỗ thị dùng để khắc kinh đều rất bền, đẹp, không bị mối mọt, dù không dùng một loại thuốc bảo quản nào. Kinh được khắc nổi bằng chữ Hán, nét chữ tinh xảo, đến nay vẫn còn rất sắc, rõ nét. Đặc biệt, bộ kinh gỗ này có nói đến những đặc trưng của Phật giáo Trung Hoa khi được truyền vào Việt Nam với 3 tông phái (Thiền tông, Tịnh độ tông và Mật tông). Trọng tâm của bộ kinh nói đến nỗi khổ của con người và sự giải thoát. Trong đó tiêu biểu nhất là Tứ Diệu Đế - 4 chân lý kỳ diệu của đạo Phật - gồm: Khổ Đế, Nhân Đế, Diệt Đế và Đạo Đế. Bộ kinh còn nói đến cõi niết bàn, những vòng luân hồi chuyển kiếp của một đời người, giải thích thế nào là sự tu nhân tích đức, cõi vô vi... Bộ kinh cũng thể hiện những tư tưởng của Phật giáo Việt Nam, đặc biệt là sự ảnh hưởng của dòng Phật giáo thiền phái Trúc Lâm Tam tổ.
Khác với mộc bản kinh Phật tại chùa Vĩnh Nghiêm (vừa vượt qua vòng sơ thẩm của UNESCO để trở thành di sản văn hóa của nhân loại), mộc bản chùa Bổ Đà được đánh giá là độc đáo và sở hữu nhiều bản có niên đại sớm hơn so với mộc bản chùa Vĩnh Nghiêm. Vì vậy, mộc bản chùa Bổ Đà hoàn toàn có đủ điều kiện để đệ trình lên Tổ chức Giáo dục, Khoa học, Văn hóa của Liên Hợp Quốc xem xét công nhận là di sản tư liệu của Thế giới. Những bộ sách Hán Nôm này một số đã được dịch và in ra chữ quốc ngữ. Sự độc đáo của bộ kinh đặc biệt này đã thu hút hàng nghìn khách thập phương về đây tham quan, tế lễ mỗi năm.

## Lễ hội Bổ Đà
- Ngày 23 tháng 1 năm 2017, lễ hội Bổ Đà là một trong 11 di sản được Bộ Văn hóa, Thể thao và Du lịch công nhận là Di sản Văn hóa phi vật thể cấp quốc gia (đợt 17) theo Quyết định số 217/QĐ-BVHTTDL do Bộ trưởng Nguyễn Ngọc Thiện ký phê duyệt.[25]

Theo Hồ sơ tư liệu, Cục Di sản văn hóa: lễ hội Bổ Đà diễn ra 2 lần trong năm, 16 - 18 tháng Hai và 12 tháng Chín.
- Hội chùa Bổ Đà hàng năm tổ chức từ ngày 16 đến 18 tháng 2 âm lịch rất long trọng và đông vui (phần lễ kéo dài từ Tết Nguyên Đán). Đó là ngày giỗ tổ khai sơn lập ra chùa Bổ Đà. Thanh niên nam nữ khách thập phương kéo về dự hội rất đông. Đến hẹn lại lên, vào dịp lễ hội ngoài việc đến lễ Phật cầu mong an lạc, còn là dịp để những liền anh, liền chị của các làng quan họ trong vùng gặp gỡ, giao duyên trong những bộ trang phục truyền thống với những làn điệu dân ca quan họ mượt mà, đằm thắm, thấm đượm hồn quê.
- Ngoài đợt hội chính vào đầu năm, hội Bổ Đà còn diễn ra vào dịp 12 tháng Chín, ngày hóa của Thạch linh thần tướng. Nơi thờ nằm ở trên đỉnh núi Phượng Hoàng (đỉnh cao nhất trong dãy Bổ Đà sơn). Tục truyền khi Thạch Linh thần tướng đánh tan quân giặc, Ngài lên đó rồi hóa về trời, vì thế, nhân dân lập đền ở đây để thờ phụng. Vào ngày này nhân dân trong vùng cũng chuẩn bị lễ vật để dâng lên Thạch tướng quân như: mâm xôi gà, thịt lợn luộc, bánh chưng, xôi, oản, hoa quả….Sáng ngày 12 tháng Chín, tại đình Thượng Lát, sau khi khấn thỉnh các vị thần Thành hoàng, đoàn kiệu rước hành tiến theo nhịp nhạc sênh tiền đến đền Thượng và làm lễ tế tại đó.. Thứ tự đoàn rước gồm: đội cờ hội; đội múa lân; đội dâng hương (khiêng mâm lễ); đội cờ lệnh; đội trống, chiêng; đội nhạc (kèn, sáo, nhị, hồ); đội tùy giá (kiếm, đại đao, bát bửu, lệnh bài). Kiệu Thánh 4 người trước, 4 người sau,lọng, tàn che kiệu Thánh trước và 2 bên; sau kiệu là đội tế. Đến đền Thượng, đội tế thực hiện các nghi thức tế, đọc chúc văn. Tế xong, chúc văn được hóa, nhân dân vào lễ. Sau đó, đoàn rước quay về đình Thượng Lát.

Ngoài ra, ngày 8 tháng 4 Phật đản làm lễ dâng hương ở chùa, ngày 15 tháng 7 lễ tán hạ.

## Ảnh hưởng
- Chùa Bổ Đà là một trung tâm Phật giáo lớn của Việt Nam nói chung và tỉnh Bắc Giang nói riêng và được coi là một trong hai ngôi chùa lớn nhất tỉnh Bắc Giang.

"Bắc Phổ Đà (Bổ Đà), Nam Hương Tích" là một cách để định danh cho những nét đặc trưng của chùa chiền Bắc bộ.
- Người Bắc Giang có câu:

"Thứ nhất là chùa Đức La,
Thứ nhì chùa Bổ, thứ ba chùa Tràng"
- Người xưa đã mượn câu thơ trong truyện thơ Quan Âm Thị Kính (truyện thơ mà có giả thuyết cho rằng đã ra đời tại vùng Kinh Bắc) để ví cảnh sắc tại chùa Bổ Đà:

"Bốn bề phong cảnh lạ thay
Bồng lai kia cũng thế này mà thôi".
- Hiện nay, Trung Quốc và Ấn Độ ở phía Nam đều có chùa Hương Tích, phía Bắc là chùa Phổ Đà nổi tiếng, trong khi phía Nam của Việt Nam cũng có chùa Hương Tích và phía Bắc là Bồ Đà. Cho đến nay các nhà sử học vẫn chưa lý giải được chùa Bồ Đà có liên quan gì đến chùa Phổ Đà của Trung Quốc và Ấn Độ hay không. Những tích cổ về sự gia đời, các công trình cổ kính và thuyết thờ cúng giữa Bồ Đà của Việt Nam và các nước vẫn là một bí ẩn chưa có lời giải.[2]. Nhưng có một điểm tương đồng giữa chùa Bổ Đà trên núi Bổ Đà (Bổ Đà sơn) ở Việt Nam và chùa Phổ Đà trên núi Phổ Đà (Phổ Đà sơn) ở Trung Quốc là đều có liên quan tới truyền thuyết về Quán Thế Âm Bồ Tát.

## Chỉ dẫn du lịch
Những năm gần đây du khách thập phương trong cả nước khá quan tâm tới du lịch chùa Bổ. 
- Từ Hà Nội, để đi tới chùa Bổ ta đến thành phố Bắc Ninh tiếp tục đi qua cầu Đáp Cầu rẽ trái men theo đường đê tả Cầu và sườn núi 3 km là tới. Hoặc tới Thổ Hà đi tiếp theo hướng Bắc tới làng Lát rẽ phải, từ Thổ Hà tới Chùa Bổ là 3 km.
- Với các địa phương ở xa phải di chuyển bằng đường hàng không, từ Sân bay quốc tế Nội Bài, ta đi theo tuyến cao tốc Nội Bài - Móng Cái (quốc lộ 18) đến thành phố Bắc Ninh sau đó tiếp tục đi sang địa phận Bắc Giang và đến chùa Bổ theo chỉ dẫn ở trên.

Ngoài ra, khi du khách đến thăm chùa Bổ có thể đồng thời đến thăm hai địa điểm du lịch nổi tiếng nữa của đất Bắc Giang, đó là làng nghề Thổ Hà và đền Bà Chúa Kho (Việt Yên). Các địa điểm này chỉ cách nhau từ 3 đến 5 km.

### Báo điện tử
- Cẩm Vân (ngày 11 tháng 1 năm 2014). "Bổ Đà ngôi chùa độc đáo cổ kính nhất vùng Kinh Bắc". phatgiao.org.vn. Cổng thông tin Phật giáo thuộc Giáo hội Phật giáo Việt Nam. Truy cập ngày 8 tháng 10 năm 2019.
- Mai An (ngày 10 tháng 3 năm 2018). ""Choáng" với cổng tam quan mới đồ sộ ở chùa Bổ Đà rêu phong cổ kính". danviet.vn. Báo điện tử Dân Việt, cơ quan của Trung ương Hội Nông dân Việt Nam. Truy cập ngày 8 tháng 10 năm 2019.
- Thanh Xuân (ngày 2 tháng 5 năm 2018). "Hạ giải công trình xây dựng cổng tam quan trái phép tại chùa Bổ Đà, Bắc Giang". anninhthudo.vn. Báo An ninh Thủ đô. Truy cập ngày 8 tháng 10 năm 2019.

### YouTube
- Mộc bản chùa Bổ Đà - Bảo vật quốc gia trên YouTube
- Bí mật vườn tháp lớn nhất Việt Nam trong ngôi chùa 300 năm trên YouTube
- OFFICIAL VIDEO (Bringing Bac Giang Culture To The World) EP02: Bo Da pagoda (chùa Bổ Đà) trên YouTube
- Chùa Bổ Đà – Dấu xưa tìm lại (VTC 14) trên YouTube
- Khai hội chùa Bổ Đà huyện Việt Yên trên YouTube
- Flycam chùa Bổ Đà 2019 - Bắc Giang (KenMST) trên YouTube